# Rhipidomys leucodactylus
Rhipidomys leucodactylus là một loài động vật có vú trong họ Cricetidae, bộ Gặm nhấm. Loài này được Tschudi mô tả năm 1845.

## Hình ảnh

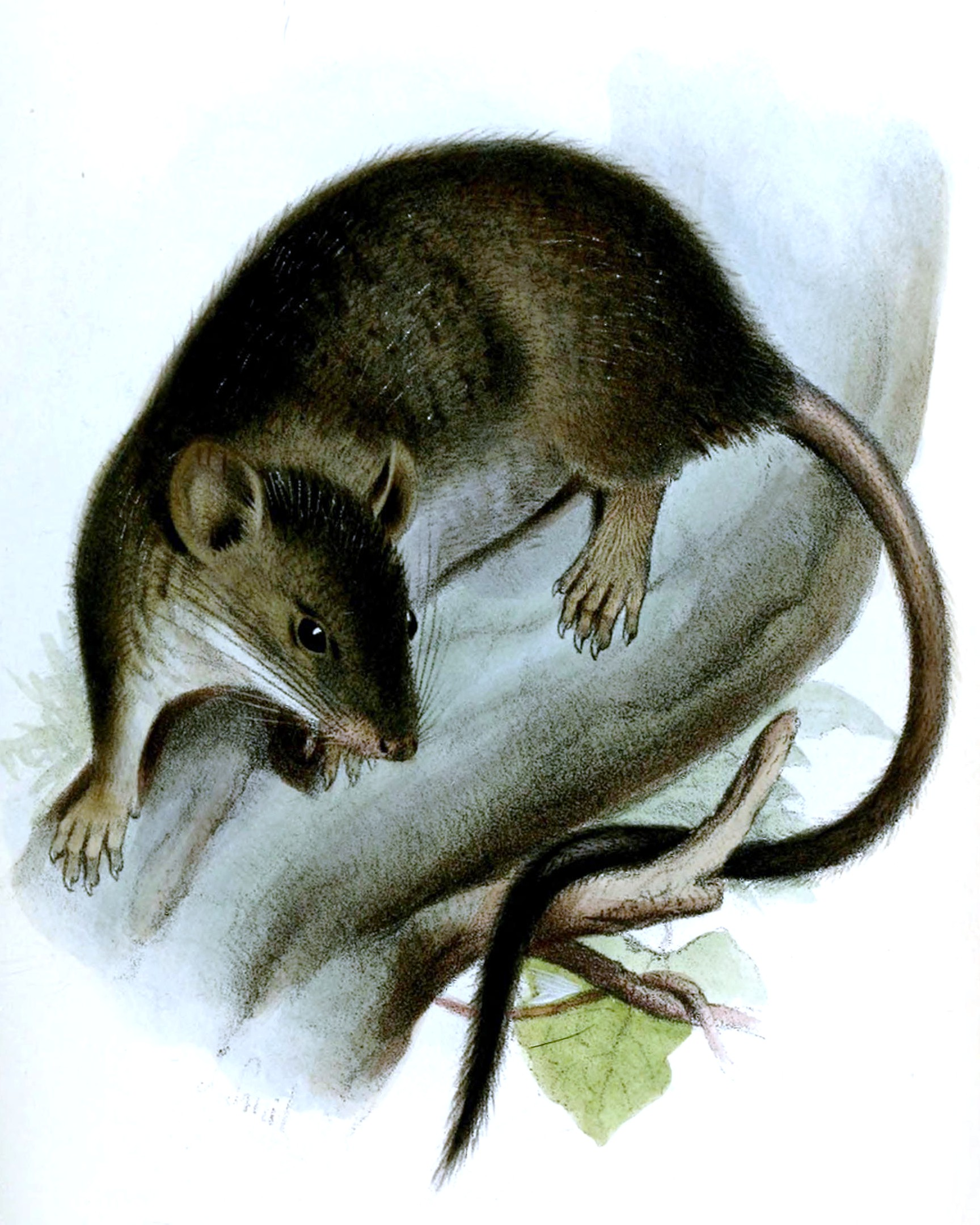